# Late bremspanner
De late bremspanner (Scotopteryx luridata) is een nachtvlinder uit de familie van de spanners (Geometridae). 

## Kenmerken
De voorvleugellengte bedraagt tussen de 15 en 19 mm. De basiskleur van de voorvleugel is grijs, met een door twee dwarslijnen afgetekende middenband, waarin zich de middenstip bevindt. De soort lijkt veel op de vroege bremspanner.

## Levenscyclus
De late bremspanner gebruikt brem als waardplant. De rups is te vinden van augustus tot april en overwintert. Er is jaarlijks een generatie die vliegt van eind mei tot halverwege augustus.

## Voorkomen
De soort komt voor in een groot deel van Europa en aangrenzend in Turkije en de Zuidelijke Kaukasus. De habitat is open landschap met struiken. De late bremspanner is in Nederland en België een zeldzame soort, die alleen op Terschelling meer algemeen is. 